# Robert de Cotte
Robert de Cotte [kåt] (født 1656 i Paris, død 15. juli 1735 i Passy) var en fransk arkitekt tilhørende barokken og régence-perioden.
Han var elev og svoger af Jules Hardouin Mansart og fader til Jules-Robert og Jean-Armand de Cotte. Fra 1672 arbejdede han for kongen og fra 1685 til 1689 sammen med sin svoger. I 1687 blev han optaget i Académie royale d'architecture og var 1689-90 på en studierejse i Italien sammen med Jacques Gabriel. Ved sin hjemkomst blev han udnævnt til direktør for gobelinfabrikken Manufacture des Gobelins.
I 1689 blev han udnævnt til Surintendant des Bâtiments og blev 1702 adlet. Efter Mansarts død beklædte han i sine senere år (fra 1708) stillingen som intendant ved de kgl. bygninger og første arkitekt hos kongen (Premier architecte du Roi) samt som direktør for Académie royale d'architecture. Han var régencestilens (begyndende rokoko) talentfuldeste og mest produktive arkitekt, forstod at imødekomme tidens ønske om bekvemme boliger, byggede en række adelige palæer i Paris og har desuden efterladt sig mange møbeltegninger (Paris, Bibliothèque nationale de France).
Blandt hans arbejder kan nævnes indre udstyrelse i Château de Versailles, dekoration i Notre-Dames kor, facaden til Saint-Roch, kirken la Charité (nedrevet), Hôtel de la Vrillière (nu Banque de France) med dets Galerie dorée (gyldne galleri), samt bygninger i Verdun og Lyon. Også til Tyskland strakte hans virksomhed; særligt kan lystslottet i Poppelsdorf henføres til ham, og det samme gælder Palais Thurn und Taxis i Frankfurt am Main (bombet og nedrevet) og biskoppalæet i Strasbourg.
Han er begravet i Église Saint-Germain-l'Auxerrois (Paris).